# Сьєрра-Невада-де-Лагунас-Бравас
Сьє́рра-Нева́да-де-Лагу́нас-Бра́вас (ісп. Sierra Nevada de Lagunas Bravas) — вулканічний комплекс на кордоні Чилі та Аргентини. Більша частина комплексу сформувалася протягом Голоцену, проте деяка вулканічна активність відбувалася і протягом Плейстоцену. Найстаріша частина комплексу розташована в Аргентині. Комплекс розташований у віддалених районах Анд, що робить дослідження складними. Його загальна площа близько 225 км².